# Kobra egyptská
Kobra egyptská (Naja haje) je druh jedovatého hada z čeledi korálovcovitých, který je rozšířen téměř po celé severní Africe a na Arabském poloostrově. Patří k největším africkým kobrám, a tedy i k největším příslušníkům takzvaných pravých kober rodu Naja. Může dorůst délky až téměř 3 metry.

## Popis

Kobra egyptská ve svém přirozeném prostředí

Má velkou zploštěnou hlavu, která lehce přechází v krk. Také tato kobra má, stejně jako její příbuzné, dlouhá krční žebra, jež se dokážou roztáhnout do velké klínovité „kápě“, cítí-li se had ohrožen. Oči jsou poměrně velké, s kulatými zornicemi. Statné tělo je válcovité, s dlouhým ocasem. Délka příslušníků tohoto druhu závisí do značné míry na poddruhu, geografické oblasti a na populaci. Průměrná délka dospělého jedince bývá obvykle mezi jedním až dvěma metry, známy jsou však i případy, kdy had dorostl až téměř třímetrové délky. Nejcharakterističtějším znakem této kobry je hlava s širokým oblým čenichem a její kápě. V přední části horní čelisti má pár krátkých a tenkých jedových zubů, jež jsou nepohyblivé. Zbarvení hadů se liší, většina kober egyptských však má tělo zbarvené některým odstínem hnědé s tmavšími či světlejšími skvrnami. Často mívají pod okem skvrnu ve tvaru „slzy“. Někteří jedinci mívají barvu červenohnědou či olivovou. Kobry ze severozápadní Afriky (Maroko, západní Sahara) bývají černohnědé až téměř černé.

## Poddruhy
- Naja haje haje (Linné, 1758)
- Naja haje legionis (Valverde, 1989)

## Rozšíření
Kobra egyptská je rozšířena téměř po celé severní části Afriky a na Arabském poloostrově. Lze se s ní setkat od Maroka přes Alžírsko, Mali, Západní Saharu, Mauritánii a dále přes Senegal, Gambii, Guineu-Bissau a Guineu, Sierru Leone, Libérii, Pobřeží slonoviny, Ghanu, Burkinu Faso, Togo, Benin, Niger, Čad a Středoafrickou republiku až po Nigérii, Kamerun, Gabon, Republiku Kongo a Demokratickou republiku Kongo na jihu. Na východě pak od Libye a Egypta přes Súdán a Jižní Súdán, Eritreu, Etiopii, Somálsko, Keňu a Ugandu až po Tanzanii. V jižní části Arabského poloostrova žije v Saúdské Arábii, Jemenu a v Ománu.

## Prostředí
Obývá celou řadu biotopů, jako jsou stepi, suché i vlhké savany, suché polopouštní oblasti, v nichž se nachází alespoň trochu vody a vegetace. Často se vyskytuje v blízkosti vodních toků a ploch, v oblibě má i obdělávaná pole a území porostlá křovinami. Nevyhýbá se ani obydleným oblastem, kam ji lákají kuřata chovaná vesničany a krysy, jež přitahují odpadky. Mnohdy tak vleze i do lidských obydlí. Existují i zprávy o tom, že jedinci kobry egyptské byli spatřeni, jak plavou ve vodách Středozemního moře. Má tedy zřejmě ráda vodu, v níž se často vyskytuje.

## Chování a potrava
Kobra egyptská žije na zemi a na lov se vydává za soumraku či v noci, lze ji však spatřit, jak se v časném ránu vyhřívá na slunci. Tento had dává přednost stálému bydlišti v opuštěných zvířecích norách, termitištích či ve skalních štěrbinách a rozsedlinách.

Je to aktivní živočich, jenž občas vnikne i do lidského obydlí, zejména při lovu domácí drůbeže. Tak jako ostatní kobry se obecně snaží vyhnout nebezpečným setkáním útěkem, cítí-li se však v ohrožení, zaujme typický postoj se vztyčenou přední částí a roztaženou „kápí“ a zaútočí.

Nejobvyklejší potravu tohoto druhu tvoří žáby, živí se však i malými savci, ptáky, ještěrkami, vejci a jinými hady.

## Jed

Detail hlavy

Jed této kobry se skládá převážně z neurotoxinů a cytotoxinů. Množství jedu vstříknutého při jednom kousnutí činí průměrně 175 až 300  mg.
Jed působí na nervovou soustavu a brání přenášení signálů z mozku do svalů. V pozdějších stadiích otravy brání přenášení povelů z mozku k srdeční svalovině a ke svalům dýchací soustavy, čímž způsobí kompletní zástavu srdce a dýchání. Příznaky působení jedu jsou místní bolesti, těžké opuchnutí, podlitiny, nekróza a řada dalších nespecifických příznaků, jež mohou zahrnovat bolesti hlavy, žaludeční potíže jako zvracení a bolesti břicha, průjem, závrať, křeče, případně i ochrnutí. Na rozdíl od některých jiných afrických kober nepatří tento druh k takzvaným plivajícím kobrám.

## Kobra egyptská ve Starověkém Egyptě
V mytologii Starověkého Egypta představovala tuto kobru bohyně Merseger s kobří hlavou. Stylizovaná kobra v podobě Urea představujícího bohyni Vadžet byla symbolem královské moci faraona, který jej nosil na své čelence. Tato ikonografie se udržela až do Ptolemaiovského Egypta (332 př. n. l.– 30 př. n. l.).
Mnohé starověké prameny uvádějí, že egyptská královna Kleopatra spáchala po smrti Marka Antonia sebevraždu tak, že se nechala uštknout kobrou, kterou jí prý sloužící propašovali v košíku s fíky. Touto kobrou byla pravděpodobně kobra egyptská. Podle Plútarcha prý prováděla pokusy na vězních, aby zjistila, který jed je co nejbezbolestnější a nejúčinnější. Mnozí badatelé o tomto způsobu sebevraždy nicméně pochybují, neboť jed kobry egyptské působí poměrně pomalu a bolestivě a had sám je příliš velký, což by jistě působilo obtíže při snaze jej propašovat přes římské stráže.